# ديفيد هولمز
ديفيد هولمز (بالإنجليزية: David Holmes)‏ هو سياسي أمريكي وآخر حاكم على إقليم مسيسيبي وأول حاكم على ولاية مسيسيبي ينتمي إلى الحزب الديمقراطي ولد ديفيد هولمز في 10 أذار - مارس من سنة 1769 في مقاطعة يورك بولاية بنسلفانيا الأمريكية انتقلت عائلته إلى ولاية فرجينيا عندما كان طفلا درس هولمز القانون وبدأ حياته المهنية في العام 1791 بصفته محاميا في ولاية فرجينيا شغل هولمز منصب عضو في مجلس النواب الأمريكي عن ولاية فرجينيا الأمريكية ما بين عام 1797 إلى عام 1808 في 7 مارس من سنة 1809 تم تعيين ديفيد هولمز حاكما على اقليم مسيسيبي واستمر هولمز في منصبه كحاكم على اقليم المسيسيبي إلى سنة 1817 في تلك السنة انضمت مسيسيبي إلى الاتحاد الأمريكي وانتخب ديفيد هولمز كأول حاكم على ولاية مسيسيبي بعد انضمامها إلى الاتحاد واستمر هولمز في منصبه كحاكم على ولاية مسيسيبي إلى سنة 1820 في سنة 1820 انتخب ديفيد هولمز لعضوية مجلس الشيوخ الأمريكي وشغل هولمز هذا المنصب إلى سنة 1825 وفي نفس العام فاز ديفيد هولمز في أنتخابات حاكم ولاية مسيسيبي للمرة الثانية وشغل هولمز منصب الحاكم من 7 يناير - كانون الثاني من سنة 1826 إلى 25 يوليو - تموز من نفس العام حيث استقال هولمز من منصبه بسبب تدهور حالته الصحية توفي ديفيد هولمز في 20 آب - أغسطس من سنة 1832 في ولاية فرجينيا الأمريكية.